# Allocosa hostilis
Allocosa hostilis är en spindelart som först beskrevs av Ludwig Carl Christian Koch 1877.  Allocosa hostilis ingår i släktet Allocosa och familjen vargspindlar.
Artens utbredningsområde är Fiji. Inga underarter finns listade i Catalogue of Life.